# Rodriguezia candelariae
Rodriguezia candelariae är en orkidéart som beskrevs av Friedrich Fritz Wilhelm Ludwig Kraenzlin. Rodriguezia candelariae ingår i släktet Rodriguezia och familjen orkidéer. Inga underarter finns listade i Catalogue of Life.